# Aldo Castellani
Aldo Castellani (* 8. September 1874 in Florenz; † 3. Oktober 1971 in Lissabon) war ein italienischer Pathologe und Bakteriologe. Er gilt als „Nestor der Mikrobiologie“.

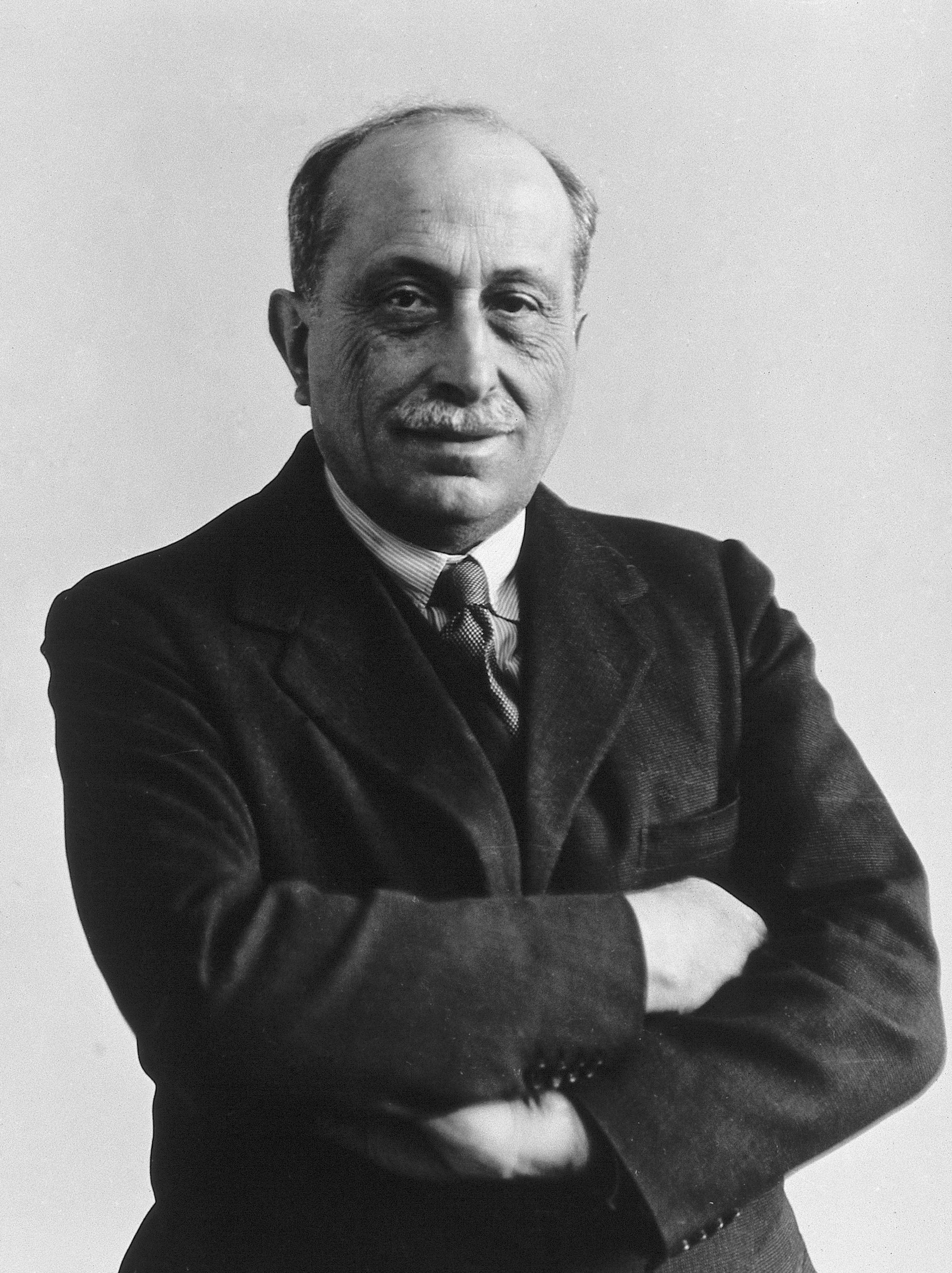
Aldo Castellani (1934)

## Leben
Castellani wurde in Florenz geboren und ging dort zur Schule. Er machte seinen Abschluss als Mediziner 1899 und ging für einige Zeit an die Universität Bonn in das bakteriologische Labor von Walter Kruse (1864–1943), wo er 1901 den nach ihm benannten Absorptionstest (Absättigungstest; Agglutininabsättigung nach Castellani) zur serologischen Bestimmung eng verbundener Organismen entwickelte. Danach wechselte er 1901 an die School of Tropical Medicine in London. Als Bakteriologe bei der Kommission für Schlafkrankheit der Royal Society reiste er 1902 zusammen mit George Carmichael Low und Cuthbert Christy nach Entebbe, Uganda. Castellani demonstrierte hier die Ursachen und Übertragungswege der von dem Parasiten Trypanosoma gambiense verursachten Schlafkrankheit.
Im Jahr 1903 wurde er zum Bakteriologen bei der Regierung von Ceylon im Zentrallabor in Colombo ernannt. Hier entdeckte er die verursachende Spirochäte Spirochaeta pertenuis der englisch Yaws genannten Frambösie, nämlich das dem kurz zuvor entdeckten Syphilis-Erreger eng verwandte Treponema pertenue, und leistete weitere Pionierarbeit auf dem Gebiet der Bakteriologie, der Mykologie und der parasitären Hauterkrankungen. Unter anderem beschrieb er einige neue Arten von Darmbakterien (Bacillus ceylonensis A und Bacillus ceylonensis B 1907, Bacillus madampensis 1911).
1915 verließ Castellani Ceylon und übernahm einen Lehrstuhl für Tropenmedizin in Neapel. Während des Ersten Weltkriegs war er in Serbien und Makedonien Mitglied der interalliierten Sanitätskommission. 1919 wurde Castellani Berater des britischen Pensionsministeriums. Er wurde Dozent für Pilzforschung und Pilzerkrankungen an der London School of Hygiene and Tropical Medicine und betrieb eine Praxis in der renommierten Harley Street. 1928 wurde er als Ehrencommander des Order of St. Michael and St. George geadelt. 1939 wurde er in die American Academy of Arts and Sciences gewählt.
Korrespondierendes Mitglied der Accademia dei Lincei wurde er 1922, zum socio nazionale (Vollmitglied) rückte er 1929 auf. Im selben Jahr wurde er auch zum Senator des Königreichs ernannt. 1933 wurde er Mitglied der Accademia dei XL, deren Präsident er von 1937 bis 1948 war. 1936 wurde er Mitglied der Päpstlichen Akademie der Wissenschaften.
Im Jahr 1932 wurde er zum Mitglied der Leopoldina gewählt. Castellanis Begeisterung für königliche und andere bedeutende Patienten, wie zum Beispiel Benito Mussolini, trübte sein Ansehen, und während des Zweiten Weltkriegs unterstützte er Italien gegen die Alliierten, indem er Chef des Sanitätswesens der italienischen Armee wurde.
Von 1960 bis 1964 war er Präsident der internationalen Dermatologischen Gesellschaft, die er 1959 gegründet hatte. Er war auch Professor für Tropenmedizin an der Universität von Louisiana und auch an der Königlichen Universität von Rom. Er folgte der Königin von Italien Marie José ins portugiesische Exil und wurde Professor am Lissaboner Institut für Tropenmedizin.
Nach ihm benannt ist die Castellani-Lösung, ein antiseptisches, durch das enthaltene Fuchsin deutlich rot gefärbtes Gemisch, das bis ca. 2005 in Deutschland zur äußeren Anwendung infektiöser Hauterkrankungen wie zum Beispiel Gehörgangsentzündungen angewendet wurde. Wegen der vermutlich toxischen Inhaltsstoffe darf die Lösung in Deutschland nicht mehr angewendet werden.

## Schriften (Auswahl)
- Manual of tropical medicine. 1910 (mit A. J. Chalmers)
- Fungi and fungous diseases. 1928
- Climate and acclimatisation. 2. Auflage 1938
- Manuale di clinica tropicale. (mit Jacono)
- Microbes, Men and Monarchs: A Doctor's Life in Many Lands: The Autobiography of Aldo Castellani. Gollancz, London 1963